# انترودیول
انترودیول (به انگلیسی: Enterodiol) یک ترکیب شیمیایی با شناسه پاب‌کم ۱۱۵۰۸۹ است.